# 지구 (중화인민공화국)
지구(중국어: 地区, 병음: dìqū)는 중화인민공화국의 행정 단위로 성과 현의 사이의 행정구역(지급 행정구)의 일종이다. 중화민국이 성립될 때 이 행정구역은 행정독찰구(行政督察区)로 불렸지만, 후에 전구(専区)로 불리다가 현재는 지구(地区)가 되었다. 2016년 기준으로는 전국에 8개의 지구만이 남아 있다.

## 행정독찰구
「행정독찰구」는 중국의 성과 현의 사이의 행정 구분이다. 지구 행정 관공서에 관리되며 행정 장관은 행정독찰전원으로 불린다. 민국 21년(1932년)에 행정원이 공포한 《행정독찰전원 관공서잠행 조례》와 민국 25년(1936년)에 공포한 《행정독찰전원 관공서 조직잠행 조례》에 의거한다.
「행정독찰구 제도」가 《행정독찰전원 관공서잠행 조례》의 공포 후의 전면적인 행정 구분 구 제도였다. 어떤 행정독찰구는 「호남성 제2행정독찰구」(지금의 창더 시)와 같이 성마다 순서로 불리고 있었다. 서수로 이름을 붙이면 폐해가 일어났으므로, 민국 37년(1948년)에 모두 행정독찰전원 관공서가 있는 지명으로 부르게 되었다. 따라서 호남성 제2행정독찰구는 「창더 행정독찰구」라고 개명되었다.

## 전구
1949년에 중국공산당이 정권을 획득한 후 1978년까지 「행정독찰구」는 「전구」라고 약칭되고 있었다. 그 행정 장관은 「행서전원」이라고 불리며 기구·성질 모두 행정독찰구와 같았다. 1978년 이후는 「지구」라고 개칭되었다. 지구행서의 인원, 기구 편성은 자치주, 지급시와 같으며 그 기관의 근본은 정부와 상동하다.

## 지구
지구는 행정전원 관공서의 관할하에 있는 구역을 가리킨다.
- 행정 장관：지구행서전원
- 행정 지위：준행정구역(성과 현의 사이)
- 행정 기구：지구 행정 관공서(지구전원 관공서)

## 지급행정구
중국 대륙에서 「지급 행정구」란 지구와 같은 행정구역을 가리키며, 성 아래의 행정구이다. 이것들에는 지구, 지급시, 자치주, 맹이 있다.
이론상 중국은 성, 현, 향의 3단계의 행정관리 체제를 시행하고, 헌법에서는 성도 등 비교적 큰 도시나 자치주에는 현(자치현), 시할구의 관리 권한을 주고 있다. 다만 관할 지역이 비교적 좁은 하이난 성을 제외하고, 사실상 현급 행정구역은 모두 지급 행정구역의 관리하에 있다.
성현향의 3단계 행정 체제는 실제로는 성, 지구, 현, 향의 4 단계의 행정 체제로 시행되고 있다. 가장 큰 폐해는 중앙정부의 명령이 막히고, 예산을 주요 도시의 인프라 설비 건설에 집중하여 바깥이 경시되는 것이다. 현재, 성의 직접 관리를 요구하는 목소리가 크지고 있고, 2004년 전후부터 점차 경제적으로 성의 직접 관리를 시행하기 시작하고 있다. 2004년 말을 기준으로 중국 대륙에는 지급 행정구가  333개, 그 중 18개의 지구, 283개의 지급시, 30개의 자치주, 3개의 맹이 존재한다.

## 중화인민공화국의 지구
- 헤이룽장성: 다싱안링 지구(大興安嶺地区)

- 신장 위구르 자치구:
  - 허톈 지구(和田地区)
  - 아커쑤 지구(阿克苏地区)
  - 카스 지구(喀什地区)
  - 타청 지구(塔城地区)
  - 아러타이 지구(阿勒泰地区)

- 티베트 자치구:
  - 나취 지구(那曲地区)
  - 아리 지구(阿里地区)

## 같이 보기
- 중화인민공화국의 행정 구역
- 민족구역자치